# Club Fútbol Sala Castro Urdiales
El Club Fútbol Sala Castro Urdiales es un equipo de Castro Urdiales (Cantabria, España) de fútbol sala. Fue fundado en 1987 por Javier Zurbano Basabe, Salvador Barquín Martínez, Germán González, Jozi Aguirre, José Antonio González y Andrés Alonso, entre otros.
Actualmente compite en el Grupo 2 de 2ªB, aunque llegó a militar en la segunda categoría nacional durante doce temporadas. Durante muchos años fue el único club de fútbol sala semiprofesional de Cantabria; en estos momentos mantiene una estructura amateur, aunque dispone de una escuela deportiva con alumnos en todas las categorías.

## Palmarés
- 1995-1996 Campeón de Liga Primera Nacional A Grupo II; ascenso a División de Plata.
- 2000-2001 Campeón de Liga Grupo C de División de Plata.
- 2001 Premio a la Mejor Afición de División de Plata.
- 2002-2003 Campeón de Liga Grupo C de División de Plata.
- 2003 Premio a la Mejor Afición de División de Plata.
- 2006-2007 Campeón de Grupo I de Liga Nacional Juvenil.
- 2007-2008 Campeón de Grupo I de Liga Nacional Juvenil.
- 2008-2009 Subcampeón de España de Clubes en categoría Cadete.
- 2008-2009 Campeón de Liga Primera Nacional A Grupo II.
- 2018-2019 Campeón de Tercera División Grupo 21.
- 2023-2024 Campeón de Tercera División Grupo 21.

## Historial
- 12 temporadas en la División de Plata: 1996/97 a 2007/08
- 9 temporadas en Primera Nacional A/Segunda B: 1993/94 a 1995/96, 2008/09 a 2011/12, 2019/20, 2020-2021
- 12 temporadas en Primera Nacional B/Tercera División: 1991/92 a 1992/93, 2012/13-2018/19, 2021/22-
- 3 temporadas en Primera Regional: 1988/89 a 1990/91
- 1 temporada en Segunda Regional: 1987/88